# Odd Christian Eiking
Odd Christian Eiking, né le 28 décembre 1994 à Stord, est un coureur cycliste norvégien. Il a notamment porté le maillot rouge de leader sur le Tour d'Espagne 2021 durant sept jours.

## Biographie

### Jeunesse et carrière amateur
Odd Christian Eiking naît le 28 décembre 1994 à Stord. Il s'inscrit dans un club cycliste en 2005, à dix ans. Il pratique également le football, le ski, avant de ne se consacrer qu'au cyclisme à quinze ans.
Il se révèle aux yeux des observateurs en 2013 lors des championnats du monde espoirs sur route où il prend la seizième place de la course en finissant dans le peloton des favoris. Il court alors depuis 2012 pour le Bergen CK.
Après avoir évolué au sein du Bergen CK depuis ses débuts, il signe en 2014 dans l'équipe continentale norvégienne Joker. Il réalise de bons résultats sur le Ringerike Grand Prix et l'Hadeland GP mais c'est au Tour de la Vallée d'Aoste qu'il signe son meilleur résultat en terminant second du classement général. Il termine 3e du championnat de Norvège sur route. Malgré les propositions de plusieurs équipes professionnelles, il choisit de rester chez Joker afin de continuer à y progresser. En 2015, il termine 3e du Ringerike Grand Prix et 3e de la Course de la Paix espoirs. Fin juin, il termine 2e du championnat de Norvège sur route, derrière Edvald Boasson Hagen.
Le 30 juin 2015, l'équipe française FDJ annonce avoir recruté Odd Christian Eiking pour les saisons 2016 et 2017.

### Carrière professionnelle
Odd Christian Eiking devient ainsi coureur professionnel en 2016 chez FDJ. Il fait partie de l'équipe FDJ qui remporte la première étape de La Méditerranéenne disputée en contre-la-montre par équipes, ce qui est une première pour la formation française dans son histoire. Durant l'été, il dispute le Tour d'Espagne, son premier grand tour.
Au mois d'août 2017, il s'engage avec l'équipe continentale professionnelle belge Wanty-Groupe Gobert pour les deux années suivantes,. Il participe à nouveau à la Vuelta. Il en est exclu par son équipe à la veille de l'arrivée, pour « comportement inapproprié ».
Il participe au Tour d'Espagne 2021 et grâce à une belle performance lors de la 10e étape, il prend le maillot rouge. Il devient à cette occasion le deuxième norvégien à porter le maillot de leader du Tour d'Espagne après Thor Hushovd (pendant trois jours durant l'édition 2006). Eiking conserve la première place jusqu'à la 17e étape où il perd plus de neuf minutes sur Primož Roglič et doit lui céder la tunique. Roglič remporte la Vuelta pour la troisième année consécutive, tandis qu'Eiking se classe onzième du général.
Pris dans une chute collective sur Liège-Bastogne-Liège, il s'y fracture le coude et le poignet. Il reprend la compétition en juin sur la Route d'Occitanie où il réalise deux tops 10, sur la deuxième et la troisième étape. 

## Caractéristiques
Eiking est classé comme étant un puncheur capable d'obtenir des résultats sur les courses d'une semaine. Son point faible se situe en contre-la-montre.

## Palmarès et classements mondiaux

### Palmarès sur route
| - 2012 - Fanahytten Opp - 2e du Tour de Himmelfart Juniors - 2013 - Trondhjems VK - Fanahytten Opp - 3e de la Norgescupen - 2014 - 2e du Tour de la Vallée d'Aoste - 3e du championnat de Norvège du contre-la-montre par équipes - 3e du championnat de Norvège sur route - 2015 - 2e étape du Tour de la Vallée d'Aoste - 2e du championnat de Norvège sur route - 3e du Ringerike Grand Prix - 3e de la Course de la Paix espoirs - 2016 - 1re étape de La Méditerranéenne (contre-la-montre par équipes) | - 2017 - Boucles de l'Aulne - 2018 - 3e étape du Tour de Wallonie - 2e du Grand Prix d'ouverture La Marseillaise - 2019 - 3e étape de la Arctic Race of Norway - 3e de la Classic de l'Ardèche - 3e du Grand Prix de Plumelec-Morbihan - 6e du Tour du Guangxi - 2021 - 2e de l'Arctic Race of Norway - 7e de la Classique de Saint-Sébastien - 2022 - 2e de la Coppa Sabatini - 2025 - 3e du Sibiu Cycling Tour |  |

### Résultats sur les grands tours

#### Tour de France
2 participations
- 2019 : 111e
- 2024 : 34e

#### Tour d'Espagne
3 participations
- 2016 : 77e
- 2017 : exclu par son équipe (21e étape)
- 2021 : 11e,  maillot rouge pendant 7 jours

### Classements mondiaux
| Année                                 | 2013  | 2014 | 2015 | 2016 | 2017 | 2018 | 2019 | 2020 | 2021 | 2022 | 2023 | 2024 |
| ------------------------------------- | ----- | ---- | ---- | ---- | ---- | ---- | ---- | ---- | ---- | ---- | ---- | ---- |
| UCI World Tour                        |       |      |      | nc   | 196e | nc   |      |      |      |      |      |      |
| Classement mondial                    |       |      |      | 318e | 311e | 359e | 194e | 983e | 100e | 310e | 485e | 395e |
| UCI Europe Tour                       | 1152e | 163e | 101e | 163e | 272e | 296e | 160e | 769e | 84e  | 249e | nc   | nc   |
| UCI Asia Tour                         | nc    | nc   | nc   | nc   | nc   | 178e |      |      |      |      |      |      |
|                                       |       |      |      |      |      |      |      |      |      |      |      |      |
| Légende : nc = non classéSource : UCI |       |      |      |      |      |      |      |      |      |      |      |      |